# Gastritis atrófica
La gastritis atrófica, también llamada gastritis crónica atrófica, es una enfermedad del estómago que se considera una variedad de gastritis crónica y se caracteriza por inflamación crónica de la mucosa del estómago y desaparición de las glándulas gástricas que son sustituidas por células epiteliales gástricas.

## Etiología
En muchas ocasiones se asocia a un fenómeno de autoinmunidad y la existencia de anticuerpos dirigidos contra las células parietales y el factor intrínseco. Otro factor que puede favorecer su aparición es la colonización del estómago por la bacteria Helicobacter pylori.

## Síntomas
Suele ser asintomática, es decir no provoca síntomas. En ocasiones causa un déficit de vitamina B12 que desencadena anemia. Este tipo de anemia se conoce en la terminología médica como anemia perniciosa.

## Diagnóstico
El diagnóstico puede sospecharse por los síntomas o la existencia de anemia perniciosa. Para la confirmación es necesario realizar una gastroscopia y toma de biopsia de la pared del estómago. El estudio al microscopio de la biopsia muestra los rasgos característicos de la afección.

## Complicaciones
La enfermedad suele asociarse con disminución en la secreción de ácido clorhídrico ( hipoclorhidria). Por otra parte las personas afectas de gastritis atrófica tienen un riesgo más alto que la población general de desarrollar cáncer de estómago. La gastritis
atrófica tiende a evolucionar a la aparición de metaplasia intestinal la cual, en ocasiones, se puede transformar en displasia que, a su vez, puede degenerar en carcinoma gástrico. La metaplasia intestinal consiste en que la mucosa gástrica normal es reemplazada por un epitelio que, observado al microscopio, presenta las características de la mucosa del intestino.

## Diagnóstico diferencial
Debe distinguirse de otras formas de gastritis, entre ellas la gastritis erosiva y la gastritis eosinofílica.